# بوب كوكر
بوب كوكر (بالإنجليزية: Bob Corker)‏‏ (24 أغسطس 1952 في أورانجبورغ - ) سياسي، ورائد أعمال، ومسير أعمال من الولايات المتحدة.